# AIBG Beograd
AIBG (Artificial Intelligence BattleGround) је такмичење које је први пут одржано 2015. године у организацији БЕСТ-ове локалне групе у Загребу. С обзиром на велики одзив студената, БЕСТ Београд је покренуо иницијативу да се АИБГ одржава и у Србији. Ради се о интензивном програмерском такмичењу тимског карактера на пољу вештачке интелигенције. Такмичење је намењено студентима техничко-технолошких и природно-математичких факултета и виших школа са територије града Београда, који су такмичарског духа и желе да покажу своје знање из прогамирања и вештачке интелигенције. Такође, поред самог такмичења, АИБГ садржи и два едукативна дела - Make IT Learn MeetUp и AIBG WarmUp.

## О такмичењу
Тимови од три или четири члана ће имати задатак да на основу задате видео игре осмисле интелигентног бота који ће самостално играти игру, а касније ће се и супротставити ботовима осталих тимова. За решавање задатка имају на располагању 20 часова и могу употребити било који програмски језик који користи АПИ позиве. Такмичење се одвија у две фазе: прва је елиминациона, где ће из четири групе, изабране жребом, изаћи по један тим и ући у другу, „knock-out” фазу, у којој ће се тимови борити за победу. Оно што додатно мотивише учеснике јесте новчана награда за победнички тим у износу од 100.000 РСД, освајачи другог места ће бити награђени са 50.000 РСД, а за треће место следи 25.000 РСД. Учесници могу бити студенти из Београда, старости од 18 до 26 година.

## Make IT Learn MeetUp
Поред самог такмичења, АИБГ обухвата и едукативни део - Make IT Learn MeetUp.
MeetUp представља предавања на тему вештачке интелигенције и машинског учења, са циљем да се студенти упознају са концептом и трендовима из ових све присутнијих области.
Посетиоци имају прилику да слушају интересантна предавања универзитетских професора и признатих стручњака и да поред основа ових научних дисциплина, чују нешто више о њиховој примени у свакодневном животу.
Предавања су намењен свим студентима без обзира на ниво претходног знања.

## AIBG WarmUp
Други едукативни део АИБГ-а јесте AIBG WarmUp. За разлику од MeetUp-а, WarmUp је намењен искључиво такмичарима. То су радионице на којима се такмичарима додатно приближавају технике и технологије неопходне за успешно решавање задатка. Радионице држе стручњаци из покровитељских компанија пројекта и одржавају се пар дана пред само такмичење.

## Историјат
Такмичење се одржава у Србији од 2018. године. На прошлогодишњем такмичењу учествовало је 12 тимова, а истакли су се Зиг Заг тим који је заузео треће место (студенти Рачунарског факултета и Универзитета Сингидунум), другопласирани био је тим Абуџаба Дабила (студенти Електротехничког факултета), а победу је однео тим РАФ_101 (студенти Рачунарског факултета).

## Покровитељи
Неки од покровитеља и пријатеља такмичења су: Qcerris, Nordeus Hub, Pen Hub Coworking, Vast, Adecco, Mad Head Games, Guarana, Magazin Industrija, Studentski život, National Geographic и многи други.